# بيروكسيداز

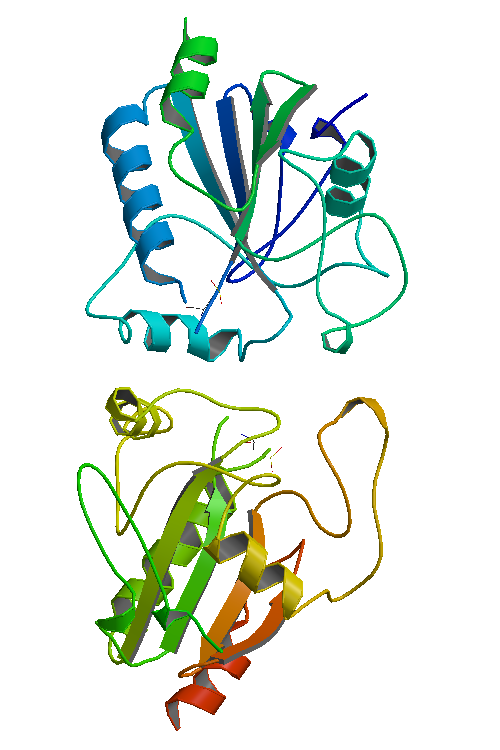
غلوتاثيون بيروكسيداز 1

إنزيمات البيروكسيداز أو مختزلة البيروكسيد هي مجموعة واسعة من الإنزيمات التي تدخل في عدد كبير من العمليات الحيوية التي تتضمن تفاعلات أكسدة-اختزال. سميت هذه الإنزيمات بهذا الاسم نسبة إلى مركبات البيروكسيد التي تتكسر في العملية.

## الوظيفة
تقوم إنزيمات البيروكسيداز عادة بتحفيز التفاعل:
{\displaystyle {\ce {ROOR'+{\overset {electron \atop donor}{2e^{-}}}+2H+->[{\ce {Peroxidase}}]{ROH}+R'OH}}}
يعد بيروكسيد الهيدروجين الركيزة الشائعة في هذا التفاعل، كما هو الحال في المثالين التاليين:
{\displaystyle \mathrm {H_{2}O_{2}+(2e^{-}+2H^{+})\longrightarrow 2\ H_{2}O} }
{\displaystyle \mathrm {2\ H_{2}O_{2}\rightleftharpoons O_{2}+2\ H_{2}O} }

## أمثلة
من الأمثلة على إنزيمات البيروكسيداز كل من:
- بيروكسيداز الهيم
- كاتالاز
- غلوتاثيون بيروكسيداز
- بيروكسيريدوكسين